# 郵局廣場大廈
郵局廣場大廈（英語：Postal Square Building），舊名城市郵局（City Post Office），在1914年至1986年期間是華盛頓哥倫比亞特區的主要郵局。現在該建築是國家郵政博物館、美國勞動統計局、美國參議院部分部門的辦公場所。